# Piper villalobosense
Piper villalobosense är en pepparväxtart som beskrevs av Truman George Yuncker. Piper villalobosense ingår i släktet Piper och familjen pepparväxter. Inga underarter finns listade i Catalogue of Life.